# Steif-Lolch
Der Steif-Lolch (Lolium rigidum), auch Steifer Lolch oder Ray-Gras genannt, ist eine Pflanzenart aus der Gattung Lolch (Lolium) innerhalb der Familie der Süßgräser (Poaceae).

## Beschreibung

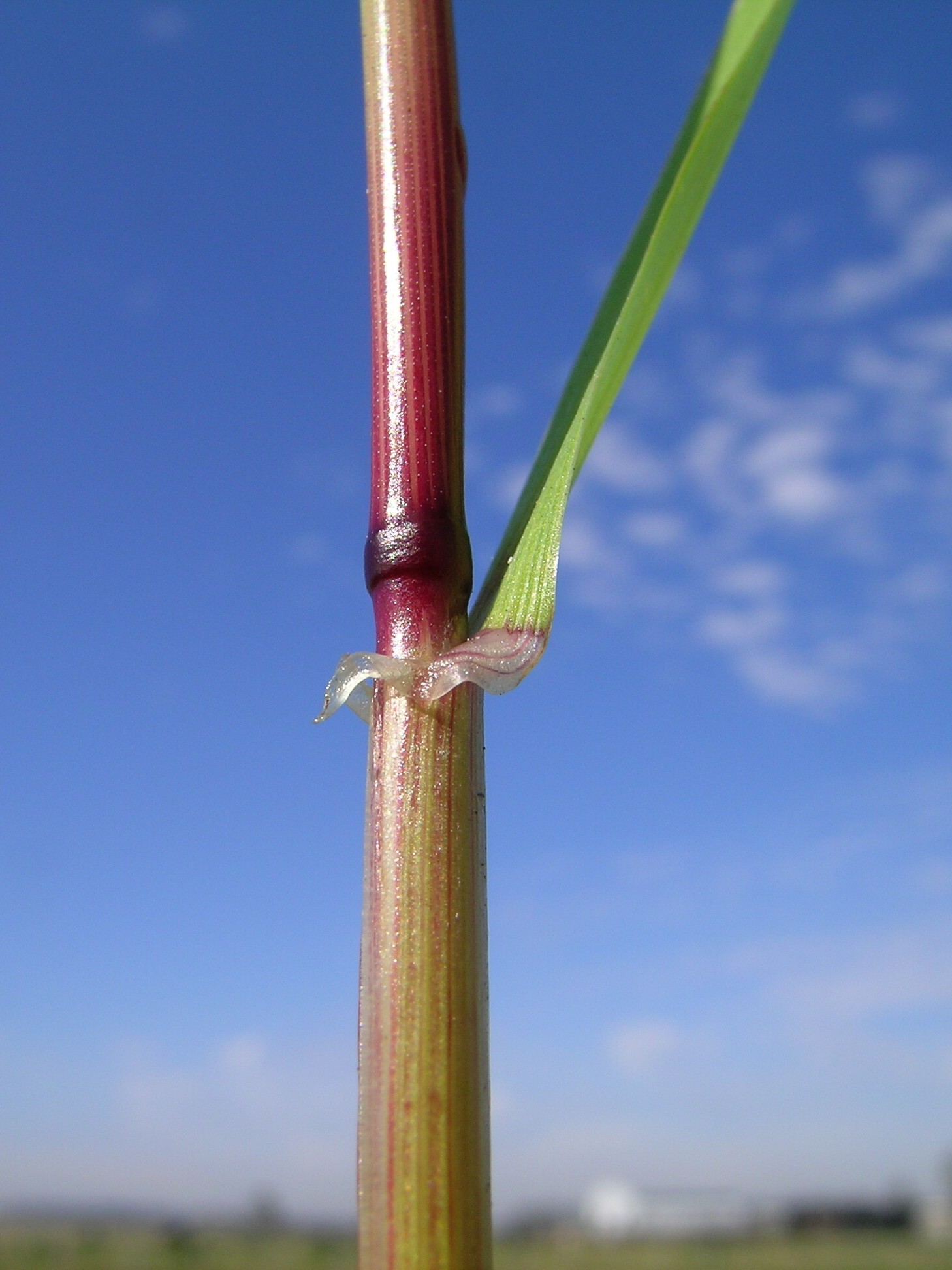
Halm mit Knoten und Basis des Laubblattes mit Blatthäutchen

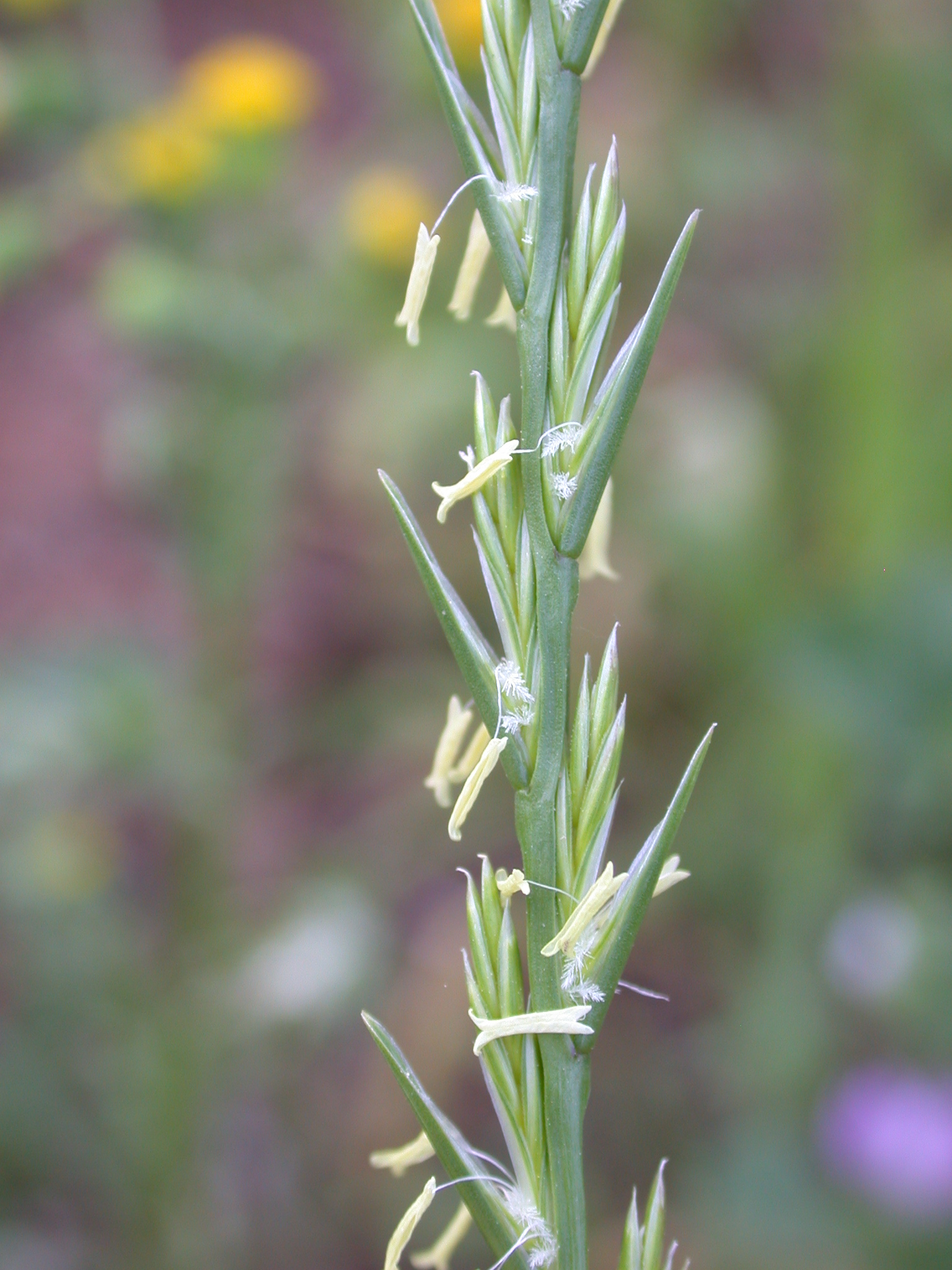
Ähriger Blütenstand

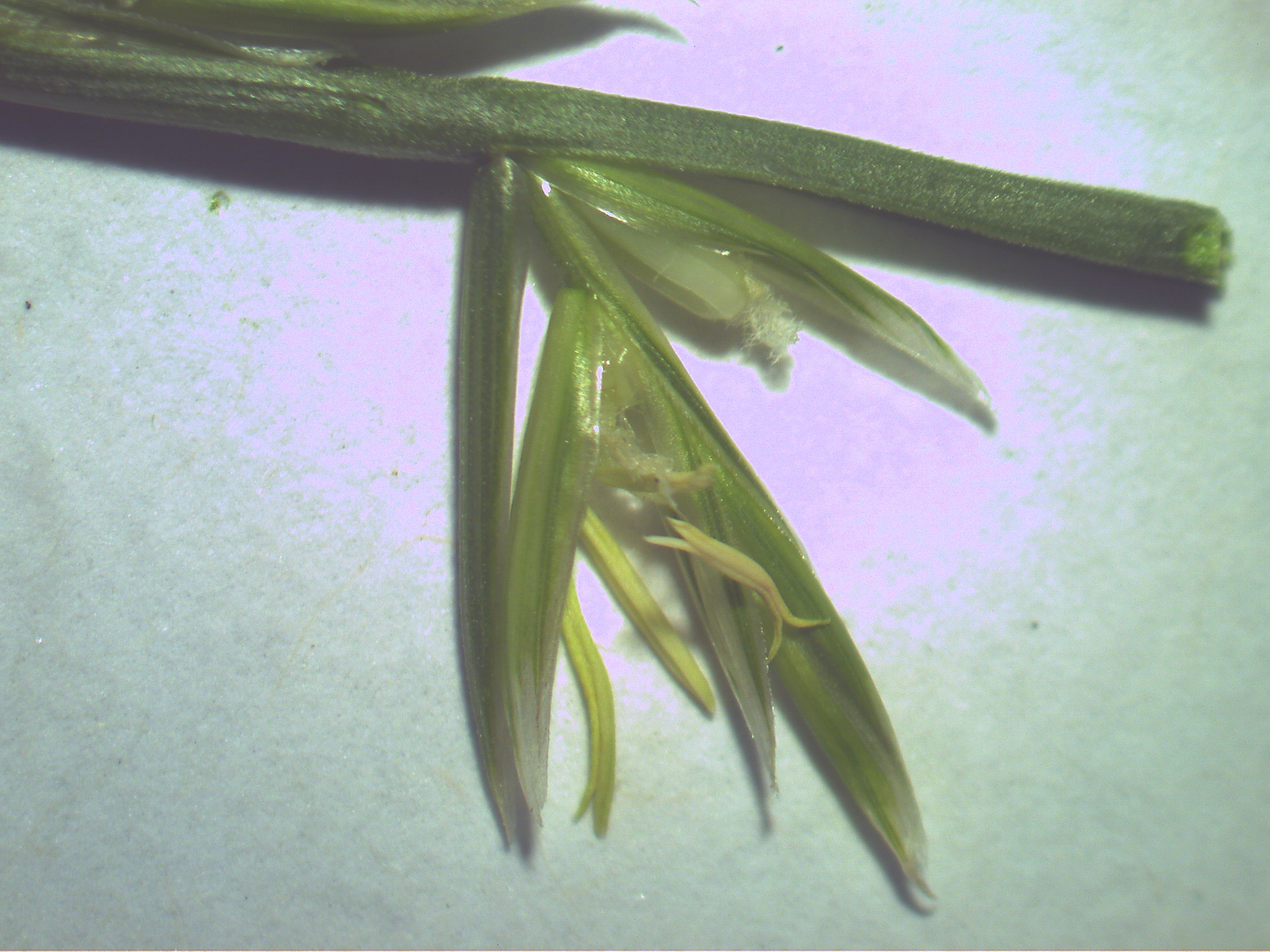
Ährchen

### Vegetative Merkmale
Der Steif-Lolch ist eine einjährige krautige Pflanze und erreicht Wuchshöhen von 18 bis 45, in Extremfällen 6 bis 70 Zentimetern. Jeder Halm besitzt zwei bis vier Knoten.
Die wechselständige angeordneten Laubblätter sind in Blattscheide und -spreite gegliedert. Das Blatthäutchen ist etwa 1,5 Millimeter lang. Die einfache, kahle, dunkel-grüne Blattspreite ist bei einer Länge von bis zu 17 Zentimetern sowie einer Breite von 5 bis 8 Millimetern flach und oberseits gleichmäßig gerippt. Die Blattunterseite ist glatt und glänzend.

### Generative Merkmale
Der Blütenstand ist, wie typisch für die Gattung Lolium, eine Ähre, er ist 3 bis 30 Zentimeter lang. Charakteristisch für diese Art ist, dass ihre Ährchen in die steife Blütenstandsachse teilweise oder sogar vollständig eingesenkt und von der Hüllspelze völlig verdeckt sind, so dass sich eine glatte Außenkontur ergibt. Die Ährchen sind zwei- bis elfblütig. Alle Spelzen sind normalerweise grannenlos, selten trägt die Deckspelze eine bis zu 10 Millimeter lange, vor der Spitze sitzende Granne. Die Hüllspelzen sind länglich-lanzettlich und normalerweise stumpf, selten spitz oder zugespitzt.

## Vorkommen
Das ursprüngliche Verbreitungsgebiet von Lolium rigidum reicht von Nordafrika über Südeuropa bis Westasien und weiter ostwärts bis Pakistan, Indien und den chinesischen Provinzen Gansu und Henan. Lolium rigidum kommt in Europa in Portugal, Spanien, Frankreich, Italien, in der Schweiz, Schweden, Slowenien, Serbien, Kroatien, Bosnien und Herzegowina, im Kosovo, in Montenegro Albanien, Bulgarien, Rumänien, Griechenland, in der Türkei und in der Ukraine vor. In Deutschland ist Lolium rigidum ein in Einbürgerung befindlicher Neophyt.
Eingeschleppt wurde Lolium rigidum beispielsweise in Australien und auf Lord Howe Island sowie Norfolk Island. In Australien gilt der Steif-Lolch in der Getreide-Landwirtschaft auch als „Unkraut“, zumal schon seit längerem Glyphosat- und weitere Herbizid-resistente Populationen aufgetaucht sind. Lolium rigidum zählt zu den schwer bekämpfbaren Ackerbeikräutern.
Die ökologischen Zeigerwerte nach Landolt et al. 2010 sind in der Schweiz: Feuchtezahl F = 2 (mäßig trocken), Lichtzahl L = 4 (hell), Reaktionszahl R = 3 (schwach sauer bis neutral), Temperaturzahl T = 4+ (warm-kollin), Nährstoffzahl N = 4 (nährstoffreich), Kontinentalitätszahl K = 4 (subkontinental), Salztoleranz = 1 (tolerant).

## Systematik
Die Erstbeschreibung von Lolium rigidum erfolgte 1811 durch Jean Gaudin in Agrostologia Helvetica, definitionem ..., Band 1, Seite 334. Synonyme für Lolium rigidum Gaudin sind: Lolium strictum C.Presl, Lolium durum K.Koch, Lolium arvense var. rigidum (Gaudin) Laterr., Lolium multiflorum var. rigidum (Gaudin) Trab., Lolium perenne subsp. rigidum (Gaudin) Á.Löve & D.Löve, Lolium perenne var. rigidum (Gaudin) Coss. & Durieu, Lolium arenarium Rouville, Lolium crassiculme Rech. f., Lolium cylindricum K.Koch, Lolium flagellare Spruner ex Boiss., Lolium humile Rouy, Lolium husnotii Sennen nom. nud., Lolium italicum var. muticum (DC.) Parl., Lolium lepturoides Boiss. nom. superfl., Lolium loliaceum (Bory & Chaub.) Hand.-Mazz., Lolium lowei Menezes, Lolium macilentum Delastre, Lolium multiflorum var. lepturoides (Boiss.) Trab., Lolium multiflorum var. muticum DC., Lolium parabolicae Sennen ex Samp., Lolium phoenice Rouville, Lolium rigidum var. aristatum Hack., Lolium rigidum var. asperum Grognot, Lolium rigidum var. atherophorum Maire, Lolium rigidum var. compressum (Boiss.) Boiss., Lolium rigidum var. corsicum Hack., Lolium rigidum var. duthiaei Hook. f., Lolium rigidum var. duthiei Hook. f., Lolium rigidum var. glabrum Grossh., Lolium rigidum var. lepturoides Fiori & Paoli, Lolium rigidum subsp. lepturoides (Fiori & Paoli) Sennen & Mauricio, Lolium rigidum var. loliaceum (Bory & Chaub.) Halácsy nom. superfl., Lolium rigidum var. longiglume Melderis, Lolium rigidum var. maritimum (Godr.) Hack., Lolium rigidum subsp. maroccanum Sennen & Mauricio, Lolium rigidum subsp. negevense Feinbrun, Lolium rigidum var. oliganthum (Godr.) Maire & Weiller, Lolium rigidum subsp. parabolicae (Sennen ex Samp.) O.Bolòs & Vigo, Lolium rigidum var. perenne Grossh., Lolium rigidum var. rottboellioides Heldr. ex Boiss., Lolium rigidum var. strictum (C.Presl) Cufod., Lolium rigidum var. subacaulis Vis., Lolium rigidum var. subteres Maire & Weiller, Lolium rigidum var. tenue (Godr.) T.Durand & Schinz, Lolium rigidum var. teres (H.Lindb.) Maire, Lolium rigidum var. transiens Burollet, Lolium scholzii Greuter, Lolium strictum Decker ex Steud., Lolium strictum var. compressum Boiss. & Heldr., Lolium strictum var. giganteum Loscos & J.Pardo, Lolium strictum subsp. humile (Rouy) Rouy, Lolium strictum var. humile (Rouy) P.Fourn., Lolium strictum var. maritimum Godr., Lolium strictum var. tenue Godr., Lolium suffultum Sieber ex Huter nom. nud., Lolium temulentum subsp. oliganthum (Godr.) K.Richt., Lolium temulentum var. oliganthum Godr., Lolium teres H.Lindb.
Innerhalb der Gattung Lolium gehört Lolium rigidum in eine Klade mit Lolium perenne, Lolium multiflorum und Lolium subulatum. Sie ist nach genetischen Daten die zuerst abgespaltene Art mit den anderen als gemeinsame Schwestergruppe. Nach den Methoden der molekularen Uhr wird ein Alter von Lolium rigidum von etwa 1,4 Millionen Jahren angenommen. Die Fähigkeit von Lolium rigidum mit den verwandten Arten Hybriden auszubilden, ist umstritten. Obwohl Hybriden angegeben werden und zumindest mit Lolium perenne experimentell erzeugt werden können, deuten die Daten auf Reproduktionsbarrieren zwischen Lolium rigidum und den verwandten Arten hin, diese sind nicht so frei kreuzbar wie beispielsweise Lolium perenne und Lolium multiflorum. Hybriden mit Lolium subulatum erwiesen sich als im männlichen Geschlecht steril. Nach einer phylogenetischen Analyse siehe Cheng et a.l. 2016 ist Lolium subulatum das Schwestertaxon von Lolium rigidum.
Je nach Autor gibt es keine etwa drei Unterarten:
- Lolium rigidum Gaudin subsp. rigidum: Sie kommt nahezu im gesamten Verbreitungsgebiet der Art vor. Die Ähren sind 9 bis 30 Zentimeter lang und gerade; die Halme sind gewöhnlich aufrecht.[9] Sie steigt im Kanton Wallis bis zu einer Höhenlage von 1450 Meter auf.[9]
- Lolium rigidum subsp. lepturoides (Boiss.) Sennen & Mauricio (Syn. Lolium loliaceum (Bory & Chaub.) Hand.-Mazz.): Sie kommt von Sizilien bis zur Krim vor. Die Ähren sind 3 bis 7 Zentimeter lang und sichelförmig gebogen; die Halme sind meist niederliegend und bogenförmig aufsteigend.[9] Lolium subulatum Vis. wurde im 20. Jahrhundert[2] und wird[6] oft als Synonym der Art angesehen, bei manchen Autoren stellt sie aber eine eigenständige Art dar.[3]
- Lolium rigidum subsp. negevense Feinbrun: Sie kommt in Israel und Jordanien vor.[3]